# 朴洛權

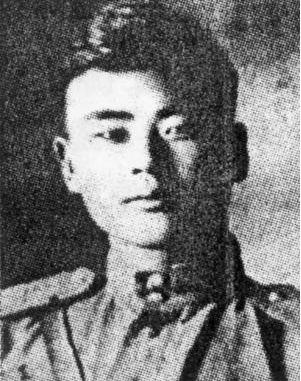
朴洛权

朴洛權（韓語：박낙권；1918年3月21日—1946年4月18日），本名朴樂權，東北抗日聯軍人物。

## 生平
生於咸鏡北道，年幼時移居吉林省汪清縣，1931年加入中国少年先鋒隊，1934年加入中国共産主義青年團，同年加入汪清抗日遊撃隊。1935年加入中國共產黨和東北抗日聯軍第5軍。1936年任第5軍教導隊班長，1937年任排長。1938年9月任東北抗日連軍第5軍第2師第5團第2連連長，1940年3月任东北抗日联军第2路軍總指揮部警衛隊隊長。在1941年因日軍大討伐與抗聯其他部隊逃入蘇聯。1942年任苏联远东方面军独立第88步兵旅第4营第7连排长。抗战胜利後被派去延邊，1945年10月任延邊警備第1團團長，負責掃討延邊周圍土匪，1946年編为東北民主聯軍延边警备第一旅第一团团长，1946年4月18日在1946年长春进攻战役战斗中牺牲。